# Langues tibétiques
Les langues tibétiques (tibétain : བོད་སྐད།, Wylie : bod skad, THL : böké) sont un ensemble de langues sino-tibétaines, descendant de l'ancien tibétain, parlées sur une large étendue de l'est de l'Asie centrale, à la limite avec le sous-continent indien, et comprenant le plateau tibétain et l'Himalaya au Baltistan, Ladakh, Népal, Sikkim, et Bhoutan. Le tibétain classique est une langue littéraire majeure régionale, particulièrement pour son utilisation pour la littérature bouddhiste.
Le tibétain central (les dialectes de l'Ü-Tsang, incluant le tibétain standard, celui de Lhassa), le tibétain du Kham et le tibétain de l'Amdo sont généralement considérés comme des dialectes d'une seule langue, notamment puisqu'elles partagent la même langue littéraire, tandis que le dzongkha, le sikkimais, le sherpa, le ladakhi, et le balti sont généralement considérés comme des langues distinctes[réf. nécessaire].
Le terme tibétique a été utilisé pour des types variés de niveaux intermédiaires des langues tibéto-birmanes.

## Origines

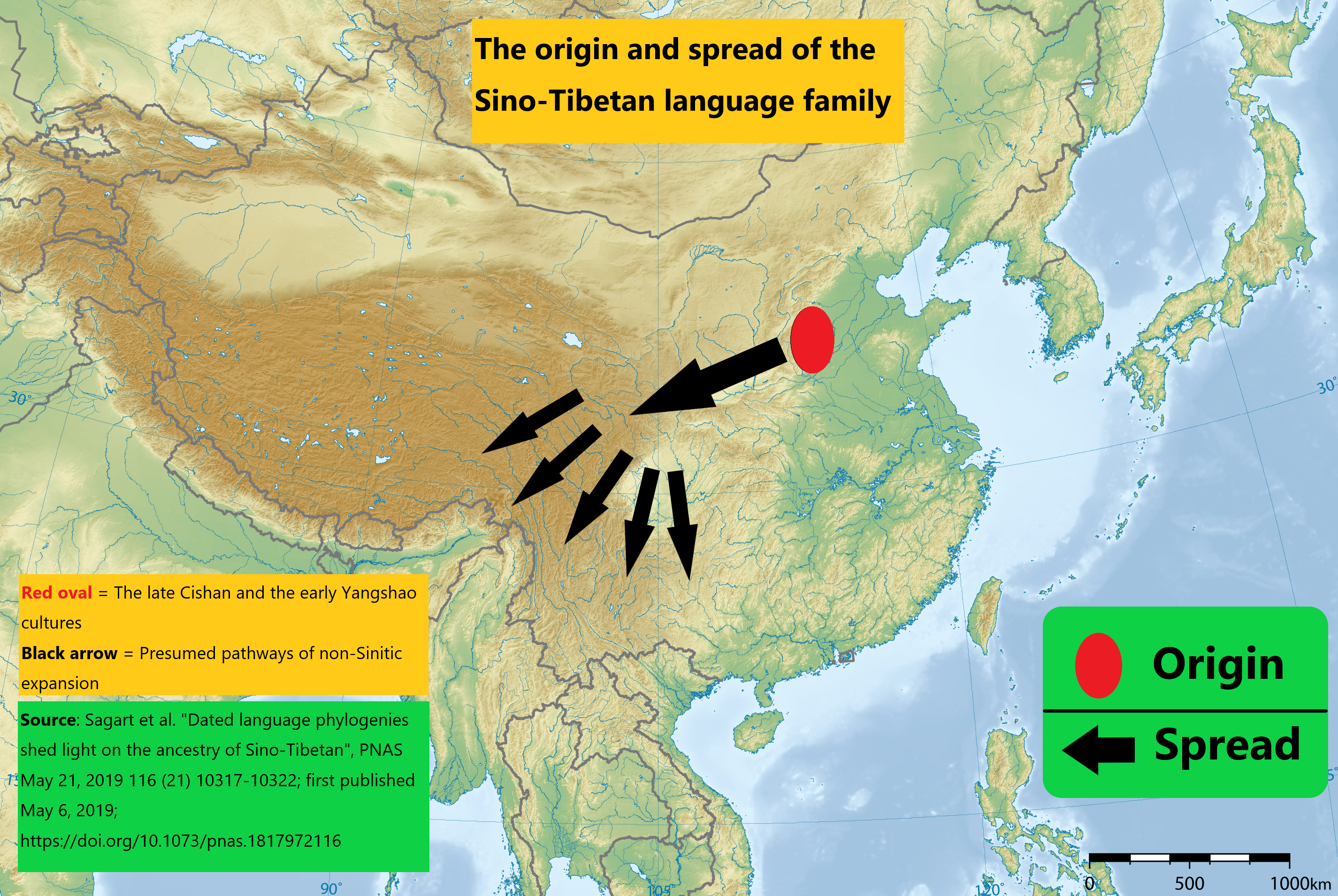
L'origine et la diffusion des langues sino-tibétaines. L'ovale rouge représente la fin des cultures Cishan et les premières cultures de Yangshao. Les flèches noires représentent les voies présumées de l'expansion non sinitique. Après avoir appliqué la méthode comparative linguistique à la base de données de données linguistiques comparatives développée par Laurent Sagart en 2019 pour identifier des correspondances sonores et établir des apparentés, des méthodes phylogénétiques sont utilisées pour déduire des relations entre ces langues et estimer la date et la région de leur origine.

Marius Zemp fait l'hypothèse, en 2018, que les langues tibétiques ont pour origine un pidgin qui a comme superstrat (en) les langues ouest himalayennes (en) et le zhangzhung, et un substrat gyalrongique (en). De façon similaire, les langues tamangiques (en), ont également un superstrat himalayen occidental, mais leurs substrats sont issus de différentes branches sino-tibétaines.

## Classification
Nicolas Tournadre (2008) décrit la situation linguistique du tibétain comme suit :

« En se basant sur mes 20 années de travaux dans le domaine, à travers l'ensemble de l'aire de la langue tibétaine et de la littérature existante, j'estime qu'il y existe 220 dialectes tibétains descendant du tibétain ancien et qui est diffusé à travers 5 pays : Chine, Inde, Bhoutan, Népal et Pakistan [qui] peuvent être classés en 25 groupes de dialectes càd des groupes qui ne permettent pas une intercompréhension mutuelle. La notion de groupe de dialecte est l'équivalent de la notion de langue mais ne suit aucune standardisation. D'après cela, si l'on met de côté la notion de standardisation, je crois qu'il serait plus approprié de parler de 25 langues descendant du tibétain ancien. Ça n'est pas seulement un problème de terminologie, mais cela donne une perception complètement différente de l'étendue des variations. Lorsque l'on se réfère à 25 langues, nous affirmons clairement que nous avons affaire à une famille, comparable, en taille, à la famille des langues romanes qui comprend 19 groupes de dialectes »

.

### Classification selon Tournadre (2014)
Nicolas Tournadre (2014) classe les langues tibétiques comme suit :
- Nord-Est : ladakhi, zangskari (en), balti, purgi (en) (ou purki)
- Ouest : spiti (en), garzha, khunu, jad ;
- Centre : ü, tsang, phenpo, lhokha, tö, kongpo ;
- Sud-Ouest : sherpa et jirel (en) ; les autres langues et dialectes le long de la frontière sino-népalaise : humla, mugu, dolpo, lo-ke, nubri (en), tsum, langtang, kyirong, yolmo, gyalsumdo, kagate, lhomi, walung et tokpe gola ;
- Sud : dzongkha, drengjong, tsamang, dhromo lakha, dur brokkat (en), mera sakteng brokpa (en)-ke ;
- Sud-Est: hor nagchu, hor bachen, yushu, pembar, rongdrak, minyak, dzayul, derong-jol, chaktreng, muli-dappa, semkyi nyida ; autres dialectes khams ;
  - Dialectes de la ‘route Nord’ : chamdo (chab-mdo), derge (sde-dge), et kandze (dkar-mdzes) ;
  - Dialectes de la ‘route Sud’ : markham (smar-khams), bathang (’ba’-thang), lithang (li-thang) ;
- Est : drugchu, khöpokhok, thewo, choni (ou chone), baima, sharkhok, palkyi [pashi] et zhongu ; autres dialectes khams ;
- Nord-Est : amdo, gserpa (en), khalong (en).